# Canthidium subdopuncticolle
Canthidium subdopuncticolle е вид бръмбар от семейство Листороги бръмбари (Scarabaeidae).

## Разпространение
Този вид е разпространен в Панама.